# Mais que Abundante
Mais que Abundante é o álbum de estreia do cantor brasileiro André Valadão, gravado ao vivo no 5.º Congresso Internacional de Louvor e Adoração Diante do Trono, no dia 10 de abril de 2004, e sendo lançado no mesmo ano. .

## Faixas
| #  | Título                                                                     | Duração | Compositor        |
| -- | -------------------------------------------------------------------------- | ------- | ----------------- |
| 01 | O Senhor Sempre Está (feat. Nívea Soares)                                  | 4:26    | André Valadão     |
| 02 | Meu Amor Por Ti                                                            | 5:19    | André Valadão     |
| 03 | Alegria                                                                    | 5:48    | André Valadão     |
| 04 | Meu Mundo Mudou                                                            | 5:33    | André Valadão     |
| 05 | Espontâneo                                                                 | 7:10    | André Valadão     |
| 06 | Eu e Minha Casa                                                            | 5:52    | André Valadão     |
| 07 | Mais Que Abundante                                                         | 7:16    | André Valadão     |
| 08 | Torre Forte (feat. Mariana Valadão)                                        | 5:48    | André Valadão     |
| 09 | Não Temerei (feat. Clay Peterson, João Lúcio Tannure e Maximiliano Moraes) | 4:27    | Rodolfo Montosa   |
| 10 | Não Há Mais Condenação                                                     | 5:41    | Rodolfo Montosa   |
| 11 | Que Amor é Esse (feat. Ana Paula Valadão)                                  | 5:30    | Ana Paula Valadão |
| 12 | Razão da Minha Vida                                                        | 5:34    | Ana Paula Valadão |
| 13 | Razão da Minha Vida (Reprise)                                              | 5:08    | André Valadão     |

## Ficha técnica
- Gravação e Distribuição: Diante do Trono
- Produção Executiva: Sergio Gomes
- Produção e Direção: Diante do Trono
- Solista: André Valadão
- Back-Vocal: Ana Paula Valadão, Cassiane Valadão, Clay Peterson, Graziela Santos, Helena Tannure, João Lucio Tannure, Mariana Valadão, Maximiliano Moraes, Nívea Soares, Renata Valadão e Soraya Gomes
- Bateria: Bruno Gomes
- Contra-Baixo: Roney Fares
- Eluminação: Mark Sisten
- Direção de Arte: Rafael Duarte
- Percussão: Rodrigo Soares e Eduardo Campos
- Guitarra e Violão: Elias Fernandes / Edgar Cabral / Sergio Gomes
- Coral: 3,700 vozes do Ministério de Louvor da Igreja Batista da Lagoinha
- Metais: Edimilson Santos (Tronbone) / Éder Marinho (Sax Tenor)
- Cordas: Ron Neal Concert Master